# Шацкое викариатство
Ша́цкое викариа́тство — викариатство Рязанской епархии Русской православной церкви, существовавшее в 1919—1929, а также в 1998—2006 годах.

## История
В 1918 году епископ Тамбовский Зиновий (Дроздов) обращается к Патриарху Тихону с докладом, в которых просил учредить в Тамбовской епархии два новых полусамостоятельных викариатства — Липецкое и Сасовское. Решение о разделе Тамбовской епархии на полусамостоятельные викариатства было принято Патриархом, Священным Синодом и Высшим Церковным Советом 28 ноября 1919 года, однако кафедр в Липецке и Сасове создано не было, была лишь организована полусамостоятельная епархия с центром в Шацке, куда и был перемещён епископ Павел (Поспелов).
24 августа 1923 года благочиннического совета г. Темникова Тамбовской епархии просил «открыть у них викарную кафедру ввиду отдаленности от Шацкой епископской кафедры. Православные приходы избрали протоиерея Дмитрия Константиновича Поспелова, настоятеля
Спасо-Преображенского собора г. Темникова», на что Патриарха Тихона 2 октября 1923 года наложил резолюцию: «открыть в Тамбовской епархии кафедру викарного епископа в г. Темникове»
В 1923 году Шацкий уезд вошёл в состав Рязанской губернии, в связи с чем епископ Павел становится вторым викарием Рязанской епархии. Епископ Павел управлял Щацким викариаством до своей смерти в 1927 году.
В июле 1927 году на Шацкую викарную кафедру назначается епископ Иоанн (Братолюбов), управлявший ею до 27 февраля 1929 года.
В августе 1929 года Рязанская епархия была переименована из «Рязанской и Зарайской» в «Рязанскую и Шацкую», что означало упразднение Щацкого викариаства.
17 июля 1998 года Священный синод избрал игумена Иосифа (Македонова) епископом Шацким, викарием Рязанской епархии. После перевода 19 июля 2006 года епископа Иосифа на Иваново-Вознесенскую епархию, Шацкая кафедра не замещалась. 5 октября 2011 года решением Священного Синода учреждена Скопинская епархия с титулом правящего архиерея «Скопинский и Шацкий».

## Епископы
- 28 ноября 1919 — 30 марта 1927 — Павел (Поспелов)
- 1927 — Алексий (Буй)  в/у, еп. Козловский
- 13 июля 1927 — 27 февраля 1929 — Иоанн (Братолюбов)
- 8 сентября 1998 — 19 июля 2006 — Иосиф (Македонов)